# Wiedererlangungs-Übersetzung
Die Wiedererlangungs-Übersetzung ist eine von Living Stream Ministry (LSM) herausgegebene Bibelübersetzung, die auf die englische Recovery Version zurückgeht. In Deutschland wird sie durch den in Düsseldorf ansässigen Verein Lebensstrom e.V. vertrieben und von Bibeln für Europa (BfE) verschenkt. Die deutsche Übersetzung erschien Ende 2010 und beschränkt sich auf das Neue Testament.
Die Bibel und der Verein dienen der Verbreitung der Lehren von Watchman Nee und Witness Lee. Seit 1974 wurde eine eigene englischsprachige Bibelübersetzung erarbeitet und von Witness Lee mit Kommentaren versehen. Sie erschien 1991 als Recovery Version of the Bible und wurde seitdem auch in einer Reihe anderer Sprachen veröffentlicht.

## Übersetzung
Die Wiedererlangungs-Übersetzung ist nach Angaben der Herausgeber eine Übersetzung des griechischen Textes von Nestle-Aland (26. Auflage), weicht jedoch davon ab, wenn „der größere Zusammenhang von Kapitel und Buch sowie ähnliche Abschnitte des Alten und Neuen Testaments“ dies nahelegten. Führende englische Übersetzungen dienten als Leitlinie. Inwiefern das auch für die deutsche Ausgabe gilt, geht aus den Ausführungen nicht hervor. Abweichungen vom Nestle-Aland-Text werden manchmal in den Fußnoten verdeutlicht.
Die Wiedererlangungs-Übersetzung verfolgt nach eigenen Angaben nicht die Absicht, den Text leichter lesbar zu machen, sondern geht davon aus, dass „die Gedanken Christi nicht oberflächlich oder leicht zu erklären sind und dass der Inhalt der Bibel nicht nur durch unsere Wiedergabe entsteht, sondern durch den Geist Gottes, der geistliche Worte spricht“. LSM erklärte außerdem:
„Die Worte unserer Übersetzung müssen geistliche Worte sein, sonst hat der Geist, so behaupten wir, keine Möglichkeit und keine Verantwortung, die geistlichen Dinge der Bibel unseren Lesern zu übermitteln. Wir geben zu, dass eine solche Übersetzung manchmal nicht leicht zu lesen oder zu verstehen ist, aber wir sind gezwungen, die leichte Lesbarkeit der tieferen Wahrheit zu opfern. Obwohl wir das einfache Lesen der Bibel befürworten, halten wir daran fest, dass die Bibel sorgfältig studiert werden sollte, und daher übersetzten wir sie so, dass die Feinheiten, die im Originaltext vorhanden sind, zum Ausdruck kommen.“